# Pieve Santa Maria a Corsano
La pieve Santa Maria a Corsano est un édifice religieux situé sur la frazione San Leo de la commune d'Anghiari, en province d'Arezzo.

## Description
De style roman et datée du XIIe siècle, elle est probablement érigée par des moines calmadules, proche d'une source d'eau et sur les vestiges d'un temple païen.
L'église se distingue par une solution architecturale inhabituelle avec une petite tour campanaire ouverte par deux ordres de meneaux, adossée sur l'axe de la façade, à la base de laquelle se trouve le portail d'entrée. Cette tendance architectonique eut quelques suites dans l'aire aretin-siennois, comme semblent l'attester l'église Santa Regina (Sienne) (it) proche de Sienne, et les traces présentes sur la façade de Santa Maria alla Chiassa (it) ainsi qu'en Corse à San Michele à Murato.
Rénovée au XVe siècle, l'intérieur à nef unique avec trois chapelles forment un plan en croix latine. L'autel du XVIIe siècle abrite une belle fresque du Trecento d'une école aretine représentant la Vierge allaitante.
Confisquée par l'État italien en 1866, elle est déclarée monument national, et est restaurée par la Soprintendenza puis, en 1954, rouverte au public.